# Aristide Guarneri
Aristide Guarneri (nascido em Cremona, 7 de março de 1938) é um ex-futebolista italiano que jogou como defensor. Ele se destacou por sua antecipação, abordagem, marcação e habilidade para ler o jogo. Guarneri era conhecido como "cavalheiro", já que nunca recebeu um cartão vermelho ao longo de sua carreira, apesar de ser um defensor tenaz.

## Carreira
Guarnieri começou sua carreira no Codogna mas fez sua estréia profissional no Como em 1957. Ele também jogou na Internazionale, Bolonha, Napoli e terminou sua carreira no Cremonese em 1973.
Ele é lembrado como jogador da "Grande Inter" sob a direção de Helenio Herrera, entre 1958 e 1967, retornando brevemente ao clube para fazer 3 aparições durante a temporada 1969-70. Ele foi parte das vitórias da Liga dos Campeõesem 1964 e 1965, ele também conquistou três títulos da Serie A e duas Copas Intercontinentais em 1964 e 1965. Embora não tenha conseguido vencer a Coppa Italia ao longo de sua carreira, ele alcançou a final durante a temporada de 1964-65.

## Seleção
Guarnieri jogou 21 vezes na Itália entre os anos de 1963 a 1968. Ele fez sua estréia contra o Brasil em 12 de maio de 1963, que terminou em uma vitória por 3 a 0 da Itália.
Aristide Guarneri fez parte do elenco da Seleção Italiana de Futebol na Copa do Mundo de 1966 e campeão da Eurocopa de 1968.

## Títulos

### Clube
Inter 
- Série A: 1962-63, 1964-65 e 1965-66
- Liga dos Campeões da UEFA: 1963-64 e 1964-65
- Copa Intercontinental: 1964 e 1965

### Seleção
- Eurocopa de 1968